# Jordan Scott
Jordan Scott (Londres, 1977) es una cineasta y fotógrafa británica, hija del director de cine Ridley Scott y de Sandy Watson. Es sobrina del también director Tony Scott y hermana de los cineastas Luke y Jake Scott. Debutó en la dirección cinematográfica en 2009 con la película Cracks, una adaptación de la novela del mismo nombre de Sheila Kohler. Eva Green, Juno Temple y María Valverde integraron el elenco principal del filme. También dirigió las cintas All the Invisible Children (en el segmento "Jonathan"), Portrait y Never Never, además de una variedad de cortometrajes. Ha dirigido comerciales para marcas como Prada, Nike, Amazon.com y Land Rover.

## Filmografía
- 2024 - A Sacrifice
- 2012 - The Muse (corto)
- 2012 - The Initiate (corto)
- 2010 - Thunder Perfect Mind (corto)
- 2009 - Cracks
- 2005 - All the Invisible Children
- 2004 - Portrait (corto)
- 2002 - Never Never (corto)
- 1998 - Fine: Industrial Is Dead (corto)